# Echiniscus taibaiensis
Echiniscus taibaiensis är en djurart som tillhör fylumet trögkrypare, och som beskrevs av Wang och Li 2005. Echiniscus taibaiensis ingår i släktet Echiniscus och familjen Echiniscidae. Inga underarter finns listade i Catalogue of Life.